# Tony Laureano
Tony Laureano (San Juan, 25 gennaio 1973) è un batterista portoricano, molto apprezzato nel panorama del metal estremo.
Ha suonato con band come Nile, Angelcorpse, Malevolent Creation, Belphegor, 1349 e Dimmu Borgir fra gli altri, ed è un sessionman molto richiesto.

## Discografia
- 1995 - Naphobia - Of Hell
- 1996 - Aurora Borealis - Mansions of Eternity
- 1998 - Acheron - Those Who Have Risen
- 1999 - Angelcorpse - The Inexorable
- 2001 - God Dethroned - Ravenous
- 2002 - Internecine - Book of Lambs
- 2002 - Nile - In Their Darkened Shrines
- 2004 - Malevolent Creation - Conquering South America
- 2005 - Aurora Borealis - Relinquish
- 2008 - Nachtmystium - Assassins: Black Meddle Part I